# Wahlenbergia fluminalis
Wahlenbergia fluminalis är en klockväxtart som först beskrevs av John McConnell Black, och fick sitt nu gällande namn av Franz Elfried Wimmer och Hansjörg Eichler. Wahlenbergia fluminalis ingår i släktet Wahlenbergia och familjen klockväxter. Inga underarter finns listade i Catalogue of Life.